# Spalangiopelta albigena
Spalangiopelta albigena är en stekelart som beskrevs av Darling 1991. Spalangiopelta albigena ingår i släktet Spalangiopelta och familjen puppglanssteklar.
Artens utbredningsområde är:
- Dominikanska republiken.
- Surinam.

Inga underarter finns listade i Catalogue of Life.